# Loïc Hénaff
Loïc Hénaff est un dirigeant d'entreprise français, né le 5 octobre 1971 à Quimper. Depuis 2010, il dirige la société agroalimentaire Jean Hénaff, PME familiale fondée en 1907 à Pouldreuzic dans le pays Bigouden (Sud-Finistère). Depuis 2016, il est président de l'association Produit en Bretagne.

## Biographie

### Jeunesse
Loïc Hénaff est le fils de Jean-Jacques Hénaff, PDG de la société Jean Hénaff et de Ginette Hénaff, responsable export de l'entreprise agroalimentaire. Entre 8 et 12 ans, il accompagne ses parents qui visitent les abattoirs des États-Unis (Missouri, Ohio, Kansas) ou à la découverte de nouvelles machines au Danemark. Il garde de cette époque un goût pour l'Amérique profonde, et notamment pour le Midwest, dont il s'est rapproché en 2013, en nouant un contrat de licence avec la société familiale Johnsonville.

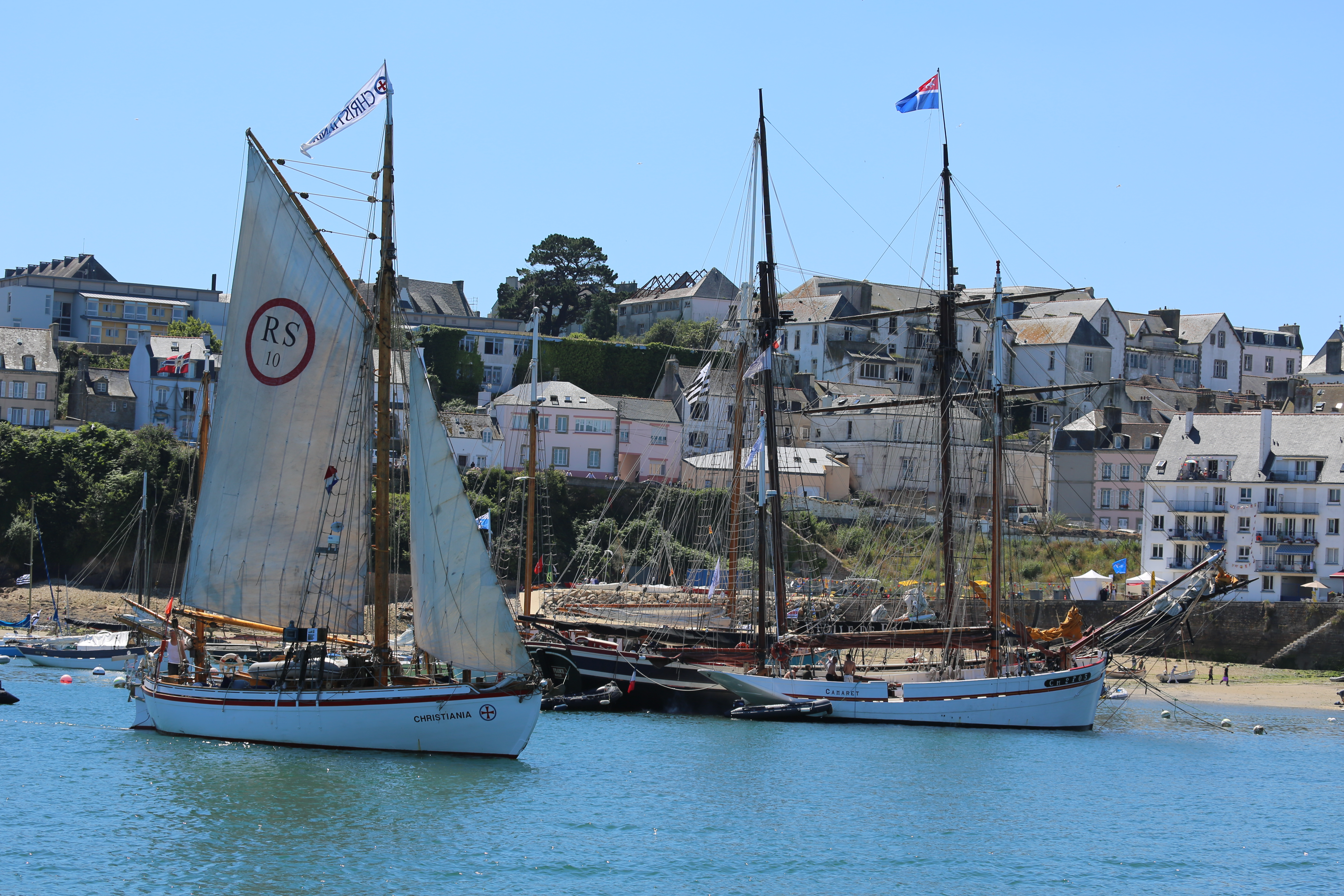
Temps fête 2012 à Douarnenez

Élève à Douarnenez jusqu'à son Bac C, puis Réserviste citoyen de la Marine à Brest, nageur et plongeur secouriste diplômé, il se passionne pour l'archéologie sous-marine. Revenu vivre sur sa côte natale en 2006, il siège au conseil d’administration des clubs maritimes de Douarnenez et prend la tête des Fêtes maritimes de Douarnenez en 2011. Par ailleurs, il reste un bénévole actif de la Société nationale de sauvetage en mer.
Après avoir fait deux ans de classe préparatoire dans le 9e arrondissement de Paris, il intègre l'Ecole Supérieure de Commerce Bretagne Brest de laquelle il sort diplômé de marketing en 1994. Il part chez Kraft Jacob Suchard, commercial pendant trois ans, faute de mieux. En février 2000, il devient responsable marketing et développement à l'export dans le groupe Kraft. Responsable de marque chez Cadbury Schweppes à partir de mars 2002, il travaille durant trois ans à Melbourne en Australie puis revient au service marketing à Paris pour travailler sur les marques de confiseries du groupe (Hollywood, Cachou, Kisscool).

### Carrière

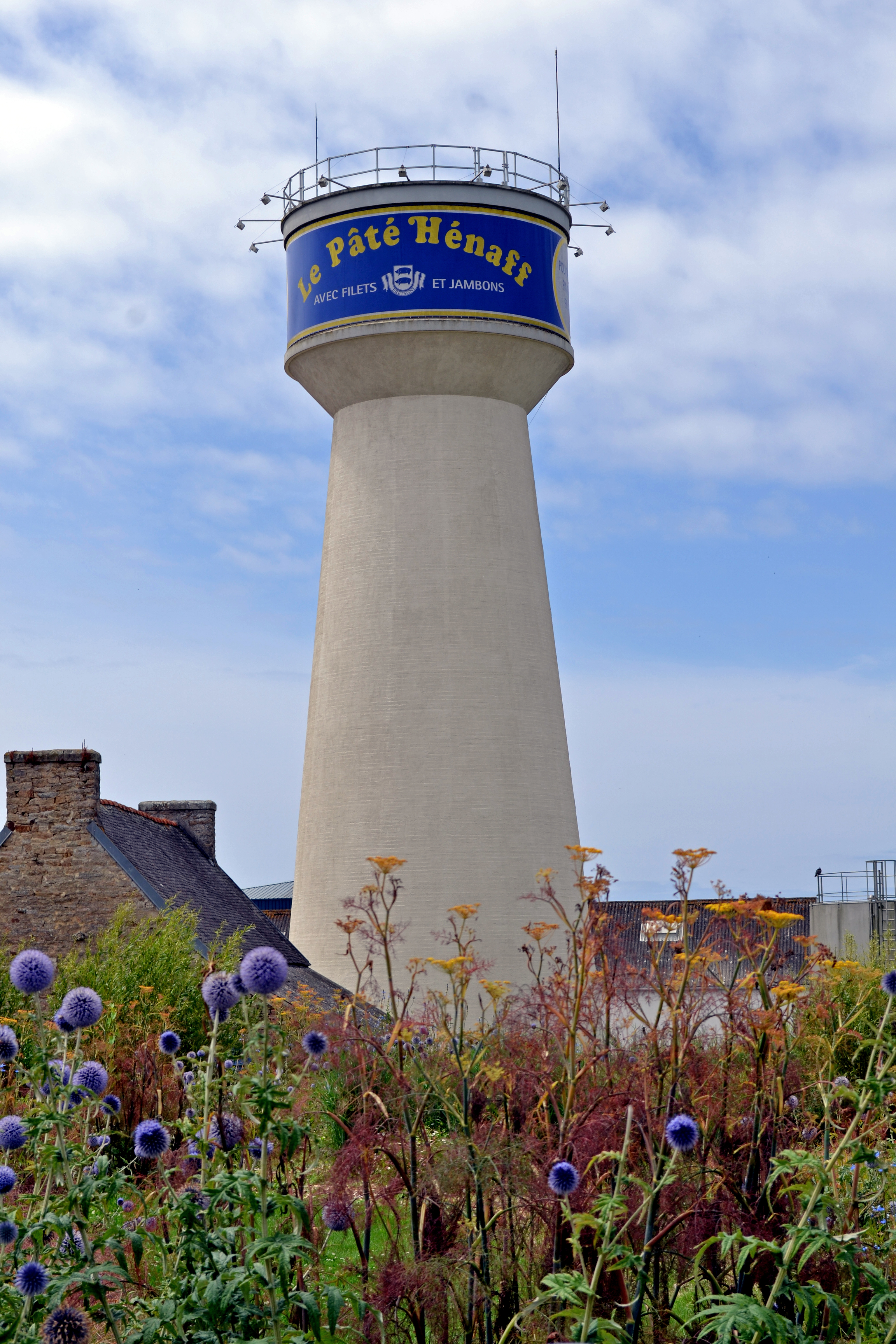
Château d'eau de l'usine à Pouldreuzic

Souhaitant « se poser » avec sa femme (une Suédoise) et ses deux enfants, c'est à la suite du départ à la retraite du directeur commercial de la société Hénaff qu'il saisit l’opportunité d’intégrer la PME familiale en octobre 2005,. Loïc Henaff occupe ensuite les fonctions de directeur marketing puis de directeur marketing et ventes, chargé du développement des deux produits majeurs : le pâté et la saucisse fraîche. En 2007, pour les 100 ans, il réalise un acte symbolique et fondateur : construire un musée qui rassemble les archives à l’intérieur de l'ancienne ferme de Jean Hénaff, « une manière de mettre l'histoire derrière nous, de tourner la page ».
En juin 2010, il succède à son père au poste de directeur général. En décembre 2011, il décroche le Trophée LSA de l' « Industriel de l’année » et en 2012 il reçoit le prix « Génération éponymes ». Le 11 mars 2013, il est nommé président du directoire de la société anonyme et un conseil de surveillance est créé, présidé par son père. Loïc Hénaff occupe également le statut de vice-président de l'association Produit en Bretagne et poursuit le travail sur la logistique pour mutualiser les expéditions avec des entreprises locales (le GIE Chargeurs Pointe de Bretagne présidé par Jean-Jacques Hénaff) et faire face à la quasi-insularité du Finistère. À ce sujet, il soutient le mouvement des Bonnets rouges en 2013 afin de ne pas subir l'écotaxe (le 30 octobre il « informe » les salariés à l'extérieur de l'usine).
En 2013, Hénaff devient le fournisseur référent de la Station spatiale internationale, associé au chef Alain Ducasse pour élaborer des recettes de plats préparés. Loïc Hénaff est ainsi sélectionné par Le Télégramme pour le titre de « Breton de l'année ». En 2015, le pâté Hénaff fête ses 100 ans et l'entreprise continue de se développer dans une Bretagne où la fracture Ouest-Est se creuse. En mars 2016, il succède à Jakez Bernard en tant que président de Produit en Bretagne. En 2017 attaqué par L214, il s’arrangera avec eux pour arrêter la guerre d’image sur son entreprise. Il dira :  « le bien être animal est plus important que le bien être de mes salariés » En 2020, il est désigné « personnalité de l’année 2019 » par le média Les Marchés pour avoir mis en place le programme Be good 2030, « inscrivant la PME dans une démarche de progrès continu ».
En 2021, lors des élections régionales, il est candidat sur la liste socialiste « La Bretagne avec Loïg »  conduite par Loïg Chesnais-Girard et est élu conseiller régional. Il est également administrateur de l'Association bretonne des entreprises agroalimentaires (ABEA).

### Documentaires
- « Hénaff ou le mystère de la petite boîte bleue », réalisé par Gérard Alle, 2013, coproduction Tita Productions et France Télévisions, voir en ligne